# Lynn Anderson
Lynn Rene Anderson (26. september 1947 - 30. juli 2015) var en amerikansk countrysanger, der Især i 1970'erne og 1980'erne var meget populær og havde flere internationale hit, ikke mindst "(I Never Promised You a) Rose Garden". Hun vandt adskillige priser, særligt i country-miljøet, blandt andet modtog hun en Grammy for Bedste vokale Country-præstation af en kvinde i 1971 for "Rose Garden". Endvidere valgte Billboard hende som årtiets bedste kvindelige kunstner i 1970'erne.

## Baggrund og opvækst
Lynn Anderson blev født i Grand Forks, North Dakota, og voksede op i Fair Oaks, Californien, som datter af countrysangskriverne Casey og Liz Anderson. Familien havde norske rødder, idet hendes oldefar stammede fra Aremark. Dette blev offentligt, da hun i sine senere år deltog i det norske tv-program Tore på sporet, hvori hun besøgte Norge og mødte fjerne slægtninge.
Anderson begyndte at synge for alvor som 6-årig og optrådte snart ved lokale arrangementer, hvor hun også vandt de første af sine mange hædersbevisninger. Som teenager optrådte hun jævnligt i et lokalt tv-program.
I 1965 arbejdede hun som sekretær på En radiostation i Californien, da en af hendes mors sange blev et mindre hit for Merle Haggard. Dette medførte, at moderen fik en pladekontrakt, og Lynn fulgte med hende på en tur til country-hovedstaden Nashville. Her førte spontan hyggesang på et hotelværelse med blandt andet Haggard til, at chefen for et lokalt pladeselskab, Chart, opdagede hendes talent, og herpå fik hun selv sin første pladekontrakt.

## Musikalsk karriere

### Indledningen
I 1966 udgav hun sammen med en mandlig sanger sin første single uden større opmærksomhed, men den tredje kom på hitlisterne, og det følgende år udsendte hun "If I Kiss You", der nåede en femteplads på Billboards countryhitliste. Successen blev fulgt op med flere pæne hits, og Anderson kom til at optræde jævnligt på det populære The Lawrence Welk Show. Dette medførte, at hun også blev bemærket på en bredere popscene og lagde grunden for hendes store succes i 1970'erne. I 1968 blev hun gift med produceren Glenn Sutton, der også blev hendes professionelle partner i de år. I 1970 skiftede hun fra Chart til det store Columbia Records, mens Chart fortsat udgav sange med hende, som befæstede hendes popularitet.

### Den store succes
Noget af det første, der skete på Columbia, var, at hun indspillede "Rose Garden", hvilket dog krævede en del overtalelse af hendes mand, der mente, at sangen burde indsynges af en mandlig sanger. Men Anderson fik sin vilje, og sangen blev udgivet i slutningen af 1970 og blev både et country- og et pop-hit omkring årsskiftet til 1971, hvor den nåede tredjepladsen på Billboards pop-hitliste. Dette førte til opmærksomhed i udlandet og høje placeringer i fx Storbritannien (3. plads) og Vesttyskland (fire uger på 1. pladsen). Et album med samme titel blev ligeledes særdeles populært og indbragte Anderson platin. Hun modtog adskillige countrypriser i disse år, herunder grammyen i 1971.
"Rose Garden" blev fulgt op af flere tophit som "You're My Man", "How Can I Unlove You" og "Cry". I 1973 kom "Top of The World", som også hittede i hendes udgave, inden The Carpenters opnåede endnu større succes med denne sang. I løbet af 1970'erne optrådte Anderson flittigt både på scenen og i en række tv-shows, inden successen langsomt tog af mod slutningen af årtiet, hvor hendes brede popappel forsvandt, mens hun fortsat var anerkendt i countrymiljøet. I 1980 udgav hun sit sidste album hos Columbia, hvorpå hun holdt pause i tre år.

### Senere karriere
Efter sin pause søgte Lynn Anderson at revitalisere sin karriere, men hun havde trods udsendelse af flere album på et par forskellige plademærker ikke alt for stort held hermed. I 1989 udsendte hun den sidste single, "How Many Hearts", der kom på en hitliste, hvor den nåede en beskeden plads som nummer 69. Hun indspillede ind imellem stadig musik, men koncentrerede sig op gennem 1990'erne om at optræde live samt om andre opgaver end musik. I 1999 blev hun optaget i det nordamerikanske countryforbunds Hall of Fame. Tidligere på årtiet havde hun endvidere fået opkaldt en rose efter sig som en hæder til hendes største hit.
I de sidste år af sit liv fortsatte hun med mange gøremål og optrådte gerne i mange sammenhænge. I 2009 sang hun fx til en festival i Palm Springs, der også havde Kevin Costner og Reba McEntire på programmet. I 2015 udsendte hun kort før sin død et sidste album i gospel-country-stil, Bridges.

## Ridesport
Igennem hele sit liv var Lynn Anderson meget interesseret i ridning, som hun dyrkede flittigt. Hun opnåede også fine resultater i nogle af de traditionelle amerikanske varianter af denne sport, blandt andet nationale mesterskaber og VM-titler. Hun havde selv en ranch i New Mexico, hvor hun avlede heste, og hun støttede blandt andet terapiprogrammer med heste til hjælp for børn.

## Privatliv
Lynn Anderson var gift to gange. Først med producere Glenn Sutton 1968-1977, med hvem hun fik datteren Lisa, født 1970. I 1978 blev hun gift med oliemanden Harold "Spook" Stream III, som hun fik to børn med, inden parret blev skilt i 1982. Ved sin død levede hun sammen med sangskriveren Mentor Williams i et forhold, der havde varet i 26 år.
Hun havde i en periode i 2000'erne et alkoholproblem og blev blandt andet arresteret nogle gange for at kørt bil i beruset tilstand, hvilket førte til, at hun gennemgik et afvænningsforløb på Betty Ford Center.
Hun døde i Nashville efter et hjerteanfald, der opstod efter en lungebetændelse pådraget under et ophold i Italien.